# Chrysosoma leveri
Chrysosoma leveri är en tvåvingeart som beskrevs av Octave Parent 1934. Chrysosoma leveri ingår i släktet Chrysosoma och familjen styltflugor. Inga underarter finns listade i Catalogue of Life.